# 옥동초등학교 모운분교
옥동초등학교 모운분교는 강원도 영월군 김삿갓면 주문리 101에 있었던 초등학교 분교이다.

## 연혁
- 1954.04.03. 외룡국민학교 주문분교장 설립인가
- 1955.07.01. 모운국민학교 설립 개교
- 1992.03.01. 옥동국민학교 모운분교장으로 개편
- 1996.03.01. 옥동초등학교 모운분교장 개칭
- 2002.03.01. 폐교